# Wenkbrauwbreedbektiran
De wenkbrauwbreedbektiran (Ramphotrigon megacephalum) is een zangvogel uit de familie Tyrannidae (tirannen).

## Verspreiding en leefgebied
Deze soort komt voor in het Amazonegebied en in het zuidoosten van Zuid-Amerika. Er zijn vier ondersoorten:
- R. m. pectorale: zuidelijk Colombia, oostelijk Ecuador en zuidelijk Venezuela.
- R. m. venezuelense: noordwestelijk Venezuela.
- R. m. bolivianum: oostelijk Peru, amazonisch westelijk Brazilië en noordelijk Bolivia.
- R. m. megacephalum: zuidoostelijk Paraguay, noordoostelijk Argentinië en zuidoostelijk Brazilië.

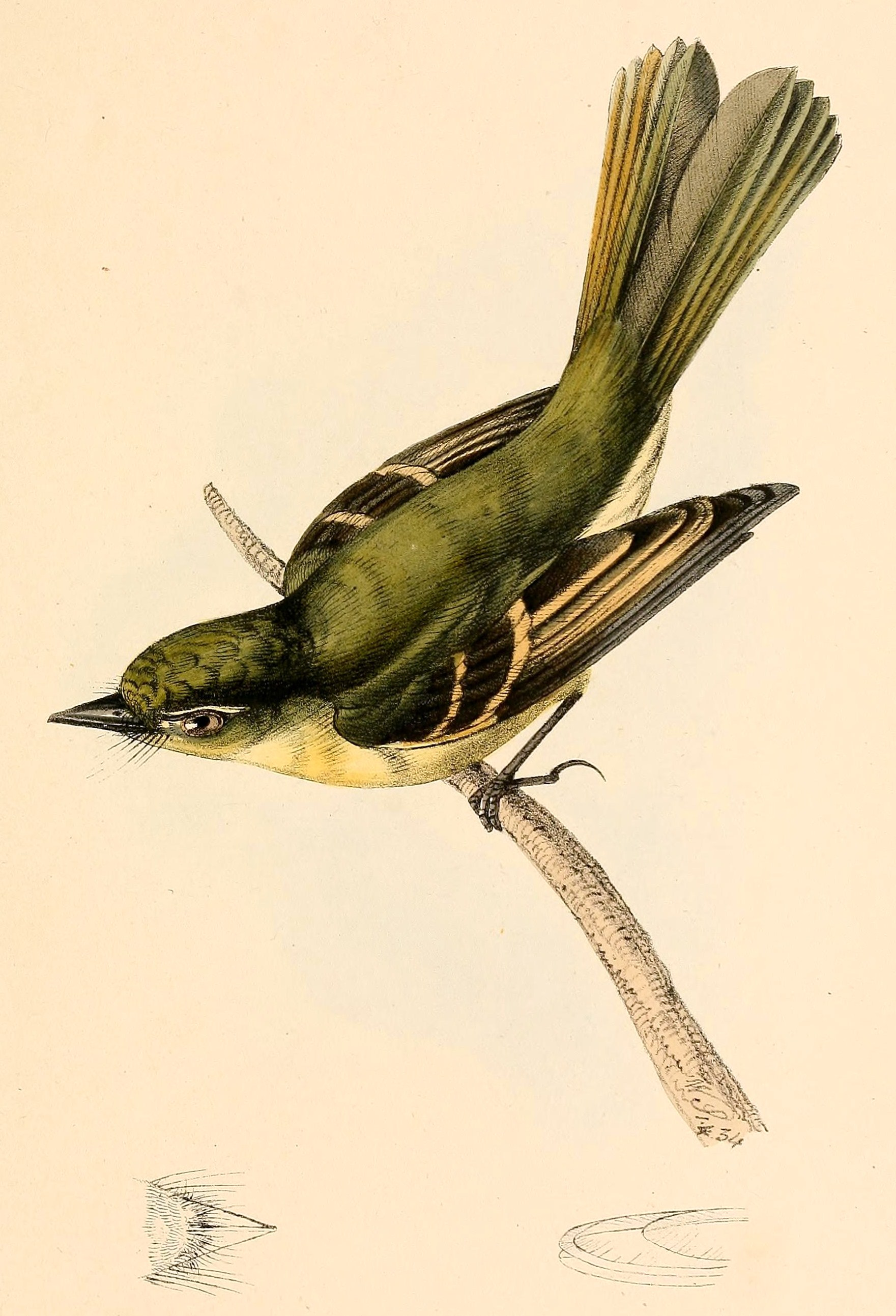

## Status
De grootte van de populatie is niet gekwantificeerd maar de soort wordt omschreven als vrij algemeen maar met een versnipperde verspreiding. Op de Rode lijst van de IUCN heeft deze soort de status niet bedreigd.